# 西山徹 (ファッション)
西山 徹（にしやま　てつ、1974年2月14日 - ）は、日本のファッションデザイナー。東京都渋谷区南平台町出身。別表記では西山徹 a.k.a. TET/BLITZ。

## 来歴・人物
- 和光高等学校卒。ピザ屋、ビリヤード場、ステューシーの店員などのアルバイトを経て滝沢伸介に「一緒に店をやらないか」と誘われネイバーフッドがスタート。
- 1993年SKATE THINGと共に40％ AGAINST RIGHTS開始。96年に活動休止。
- 1996年アパレルブランドWTAPSのデザイナーとして活動開始。開始時のブランド名は40％ UPARMORED WTAPS。
- 2002年より二年間WTAPSの活動を休止。その間、自身のアトリエを手作りで作り始める。
- 2004年9月11日原宿にPhilosophy STORE（フィロソフィ・ストア）をオープン。店長は幼なじみのナオユキ。05年6月に閉店。その後PhilosophyはPhilosophy ZINEに形を変え不定期に発行、編集長を務める。
- 2005年10月8日青山にBlackflagがオープン。クリエイティブ・ディレクターを務める。
- 2008年照井利幸の発案に賛同しレーベルでありアーティスト集団であるWELDを照井と共に設立。
- 2009年A BATHING APE®の新ラインであるURSUS BAPEのディレクターに就任。
- 2009年ノーウェア香港のオープンにあわせて40％ AGAINST RIGHTS再開。
- 2011年9月10日渋谷にWTAPS初のオンリーショップであるGIP-STOREオープン。
- 髪型は長年丸刈りでバリカンの刃を0.8ミリの設定で約二週間に一回アトリエでカットしていたが、2011年より伸ばし始める。
- 愛車はポルシェ・カイエン。オートバイは滝沢に譲ってもらった79年式ハーレーダビッドソン。他ベスパも所有。
- 整理整頓が好き。